# 新生児ざ瘡

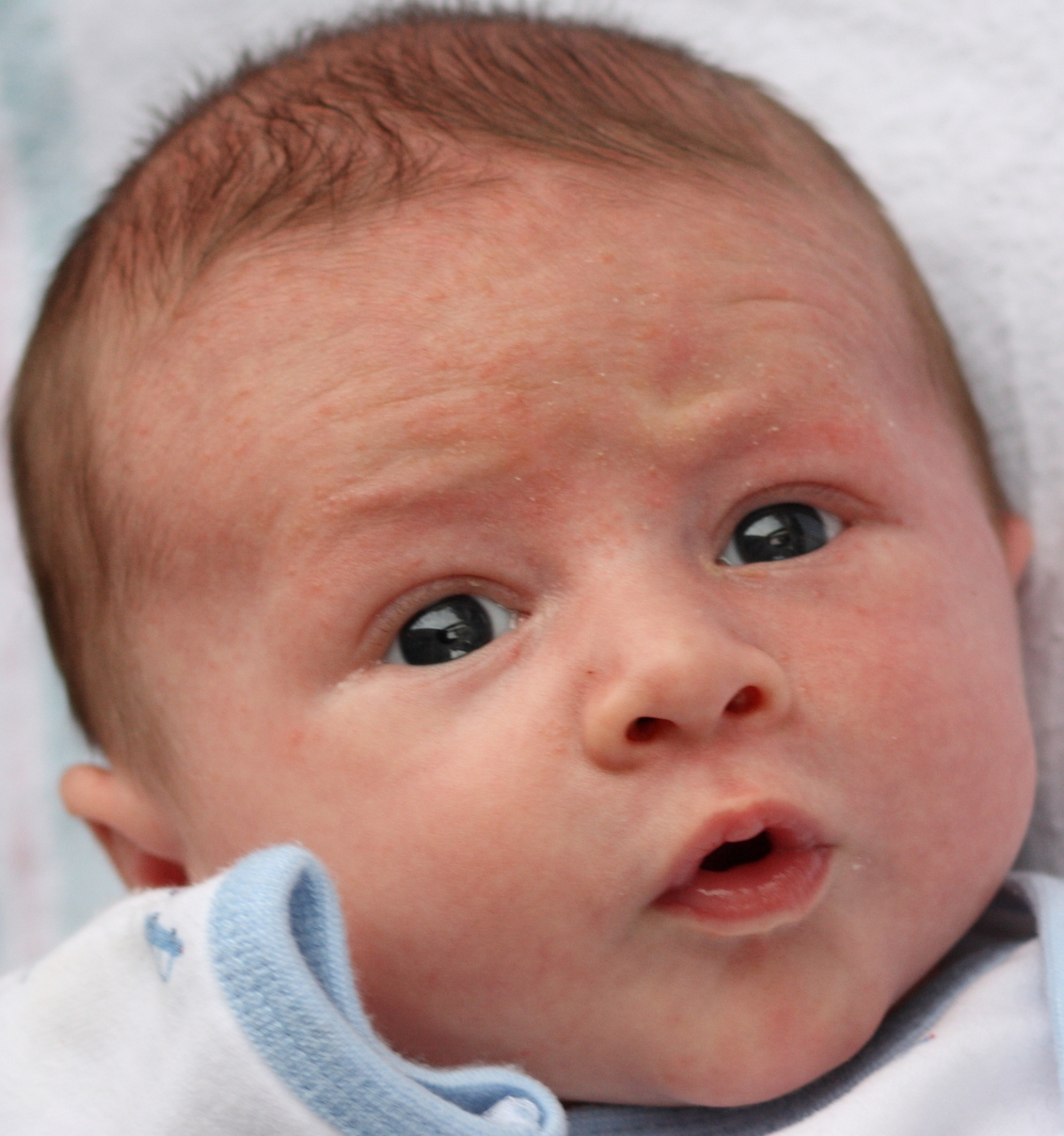
顔、特に額に新生児痤瘡がある乳児。

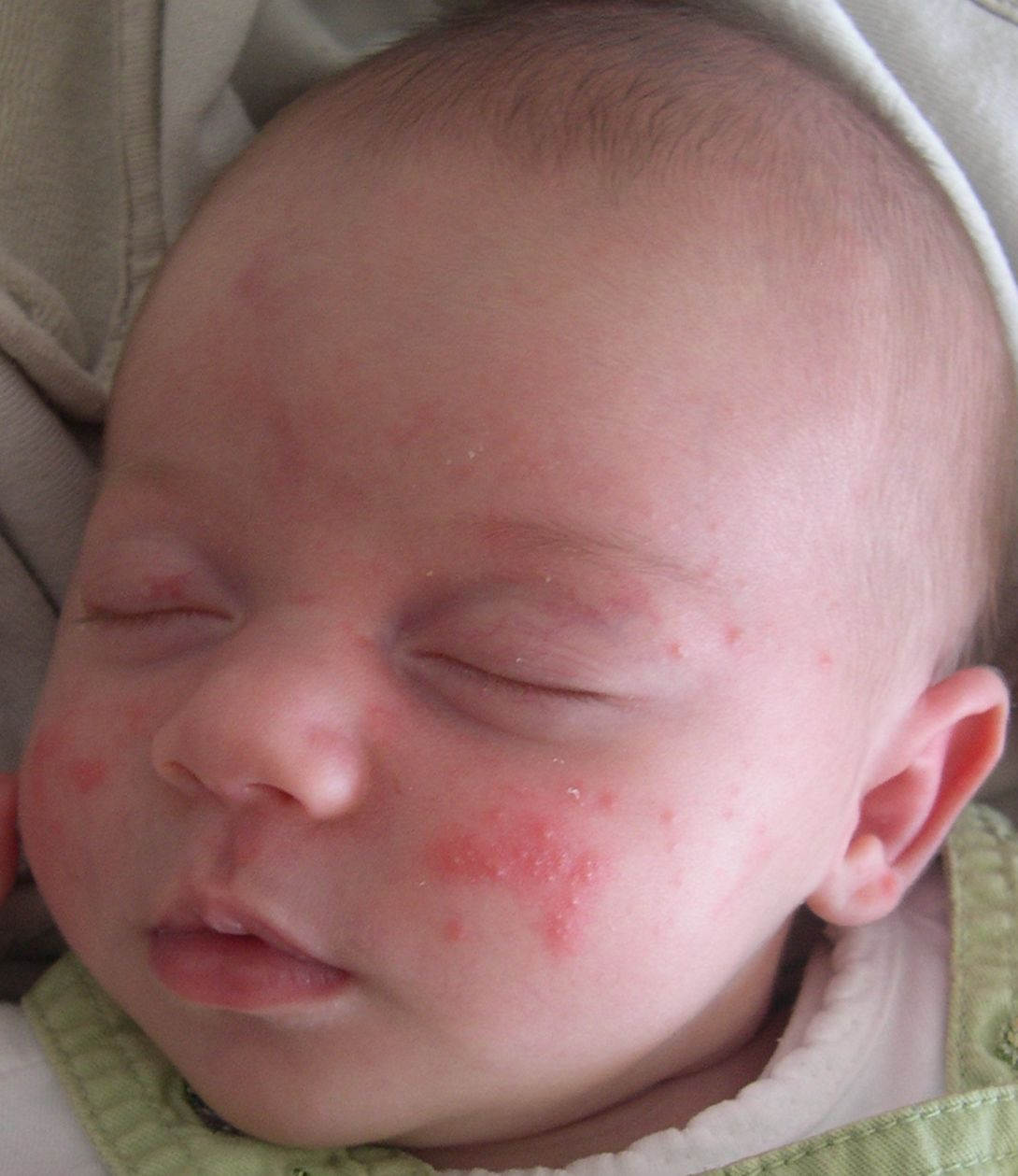
生後21日の乳児の新生児痤瘡

新生児痤瘡（しんせいじざそう、羅: Acne neonatorum, Acne infantum）は、新生児あるいは乳児に起こる痤瘡（にきび）状発疹であり、鼻や頬の周辺部位にしばしば見られる。Neonatal cephalic pustulosis〔新生児頭部膿疱症〕とも呼ばれる。良性頭部組織球増殖症と混同してはならない。
この疾患の主な原因は不明であるが、乳児の皮脂腺の妊娠中の母親由来のホルモンに対する感受性が高まっていることによるかもしれない。母親由来のホルモンは新生児に様々な皮膚疾患を引き起こす。典型的には、生後およそ2カ月で最大となり、治療はめったに必要でない。ゲルや軟膏が処方されることもある。

## 推薦文献
- Katsambas AD, Katoulis AC, Stavropoulos P (February 1999). “Acne neonatorum: a study of 22 cases”. Int. J. Dermatol. 38 (2):  128–30. doi:10.1046/j.1365-4362.1999.00638.x. PMID 10192162.
- O'Connor NR, McLaughlin MR, Ham P (January 2008). “Newborn skin: Part I. Common rashes”. Am Fam Physician 77 (1):  47–52. PMID 18236822.